# Ngwane III
Ngwane III foi rei da Suazilândia de 1745 a 1780. É considerado o primeiro rei da moderna Suazilândia. Por causa do seu nome, as pessoas eram chamadas de bakaNgwane e o país era chamado kaNgwane ou lakaNgwane. Ngwane era filho de Dlamini III e da rainha LaYaka Ndwandwe. Dlamini foi sucedido por Ngwane III, seu filho. Ele assumiu a chefia da Casa de Dlamini e estabeleceu assentamentos ao sul do rio Pongola, movendo-os mais tarde para o norte das margens do rio. Isso faz com que Ngwane e seus seguidores sejam os fundadores da moderna Suazilândia. Ngwane governou seu reino a partir do sudeste da Suazilândia no atual distrito de Shiselweni e a sua capital chamava-se Zombodze aos pés das colinas de Mhlosheni. Foi em Zombodze que a cerimônia Nguni Incwala foi celebrado pela primeira vez.

## Reinado
Ngwane III é uma figura importante na história da Suazilândia e é considerado o primeiro rei da moderna Suazilândia. Ele sucedeu seu pai Dlamini III como chefe dos primeiros suázis que haviam se estabelecido perto do Rio Pongola e das Montanhas Lubombo. Ele conquistou terras ao sul do rio Pongola, não sendo capaz de mantê-las, porém tal local  ainda é visto como uma parte importante da moderna Suazilândia. Mais tarde, ele se estabeleceu no lado norte do Pongola e, posteriormente, moveu sua capital real para Zombodze, dentro das fronteiras da atual Suazilândia. Zombodze tornou-se o coração do reino de Ngwane, e incwala, a cerimônia Nguni de Primeiros Frutos, foi celebrada pela primeira vez lá. Ngwane tornou-se assim o epônimo de seu país e seu povo. O país ficou conhecido como kaNgwane que significa "país de Ngwane" e seu povo como bakaNgwane. Esse nome ainda é usado hoje e o povo suazi usa-o para se referirem a si mesmos como um povo. Ngwane III reinou até 1780 quando seu filho, Ndvungunye, se tornou rei após uma regência da rainha LaYaka Ndwandwe.